# リニア編集
リニア編集（リニアへんしゅう）とは、ビデオカメラ、その他スタジオの機材によって、磁気テープ（ビデオテープ）上に、編集された映像ないし音声を記録する工程のこと。リニア編集と言う呼称はレトロニムで、1990年代はじめにコンピュータによるノンリニア編集が登場するまでは、単に「ビデオ編集」と呼ばれていた。

## 沿革

### 前史
テレビ放送は基本的に、フィルムに代表される収録媒体の導入までの間、「生」のメディアであった。テレビの生放送でショットを編集表現するためには、2台以上のカメラによる映像信号をスイッチャーなどの機材で切り替えていた（これは現代に至るまで用いられている方法である）。スイッチャーは、異なる映像ソース間のカット、ワイプ、フェード、ディゾルブなどといった効果時間の長い場面転換表現を可能にした。
VTRの登場以前、再放送を行なうためには、テレビの映像信号をフィルムに記録するキネコ（キネレコ）という機材を用いる必要があった。キネコはフィルムの画質に準じたため、コマ落ち、画像自体の歪み、モアレ、コントラストの変調など、画質がどうしても劣化した。また、フィルムの現像には時間を要したため、同一国内のタイムゾーンの異なる地域へ向けての時差ネットのような即座の再放送には対応できなかった。
上記のような短期・長期のアーカイブメディアとしての利用需要の高まりをきっかけとして、放送業務用ビデオテープレコーダー（VTR）および、ビデオテープの開発が進んだ。数十年にわたる技術的な進歩を経て、ビデオテープ編集は、やがてフィルム編集に匹敵する番組制作ツールとなった。

### 物理編集
アメリカ合衆国で最初に広く使われたビデオテープは2インチ規格であった。のちに用いられる規格よりもテープの幅が広く、走行速度は毎秒30インチであった。ヘッドとテープの相対速度を十分に得るために、4個の映像用記録・再生ヘッドが取り付けられたヘッドホイールが、幅を横切る方向に回転する（音声トラックと同期トラックは固定ヘッドによりテープの端の部分に長手方向に記録される）。この機構は「4ヘッドVTR」または「クアッドテープ」と呼ばれた。この機構では（ヘッドのトレース速度が高く、ベクトルが加わった結果として）、テープ状のトラックはテープに対して90度にやや足りない斜形で記録される。
当初、ビデオテープは、フィルム編集同様、物理的に切り貼りすることによって編集された。これは骨の折れる作業で、あまり広くは行なわれなかった。まず編集するテープを、きめ細かい鉄粉を浮遊させた四塩化炭素で「塗装」する。この下作業により、磁気トラックが写真フィルムでいう「露出」の状態となり、顕微鏡で磁気トラックの形状を見ることができるようになる。次に、切り貼り作業のために設計されたスプライサーという機材で切るべきトラック位置の見極めを行う。トラック状の奇数フィールドと偶数フィールドを乱すことなしに垂直帰線区間で切らなければならず、なおかつ上記のトラック角度と同じに切らなければならなかった。テープの切り貼りは正確さを要し、うまくいかないと編集点で映像が乱れたり、テープ走行中に切れてしまったりする。
また、映像と音声の読み込み位置は数インチ離れているので、映像・音声両方において正しい位置で物理的編集をすることは不可能であった。すなわちカットは、映像のみのためになされ、音声はあとで正しい関係にコピーし直された（映像フィルムのサウンドトラック編集と同様の工程である）。
ビデオテープの物理編集の欠点は多かった。ビデオテープが高価な時代にあって、編集済みテープの再利用はできず、編集作業には熟練を要し、なおかつ大変な時間がかかるため、もっぱら物理編集は行わずに、上記のカメラ切り替えを応用した一種のロール編集をリアルタイムに行いながら映像を収録（撮って出し）し、多くの放送済みテープはそのまま上書き利用された。
物理編集を広範囲に利用した最初の、そしておそらく唯一のテレビ番組は "Rowan & Martin's Laugh-In" である。

### 電子編集時代へ
クアッドテープを「指一本」で編集するための機器は、1960年代までに開発された。これは2台の機械で映像再生を同期させながら、任意のショットをパンチインさせる形のものだった。このシステムや、初期のコンピューター制御システムには問題点があり、新たに録画された側の映像がオーディオトラックの側面に記録されるため、オーディオトラックにアーティファクト（短いブザー音）が発生した。この問題を解決するために、各事業者は "Buzz Off" という民生品のオーディオ機器を使用した。
テレビのポストプロダクションでは、その後約10年以上にわたって、2インチVTRによるコンピュータ制御の編集システムが標準的なツールとして使われてきた。しかしこのシステムは費用のかかるハードウェアであり、またテープがしばしば巻き込むなど、セットアップに時間を要し、編集ごとの工程のロールバック（やり直し）には時間がかかり、さらにロールバックに失敗した部分の映像に「バンディング」と呼ばれる不快な縞状の色調の歪みを生じさせた。しかし2インチテープは他のより小さな規格のテープよりも広い帯域幅を持っていたため、システムを適切に扱えば、生放送上のカメラを通じたものと区別のつかない鮮明な映像を得ることができた。
また、初期のビデオ編集技術のほかの欠点として、エグゼクティブ・プロデューサーなどへ向けた「試写」（荒編集時に作成するたくさんのパターン）を提出することができなかったことが挙げられる。ポスプロ時のEDL（編集決定リスト）を見るだけで最終的な画作りをイメージできるほどには、彼らは必ずしも素材に精通しているわけではないため、意見が反映されるべき期間に意見を表明する機会が少なからず奪われることになった。このため、特にドキュメンタリー番組は長らく、現場と責任者との間での衝突の舞台となった。

### 発展期

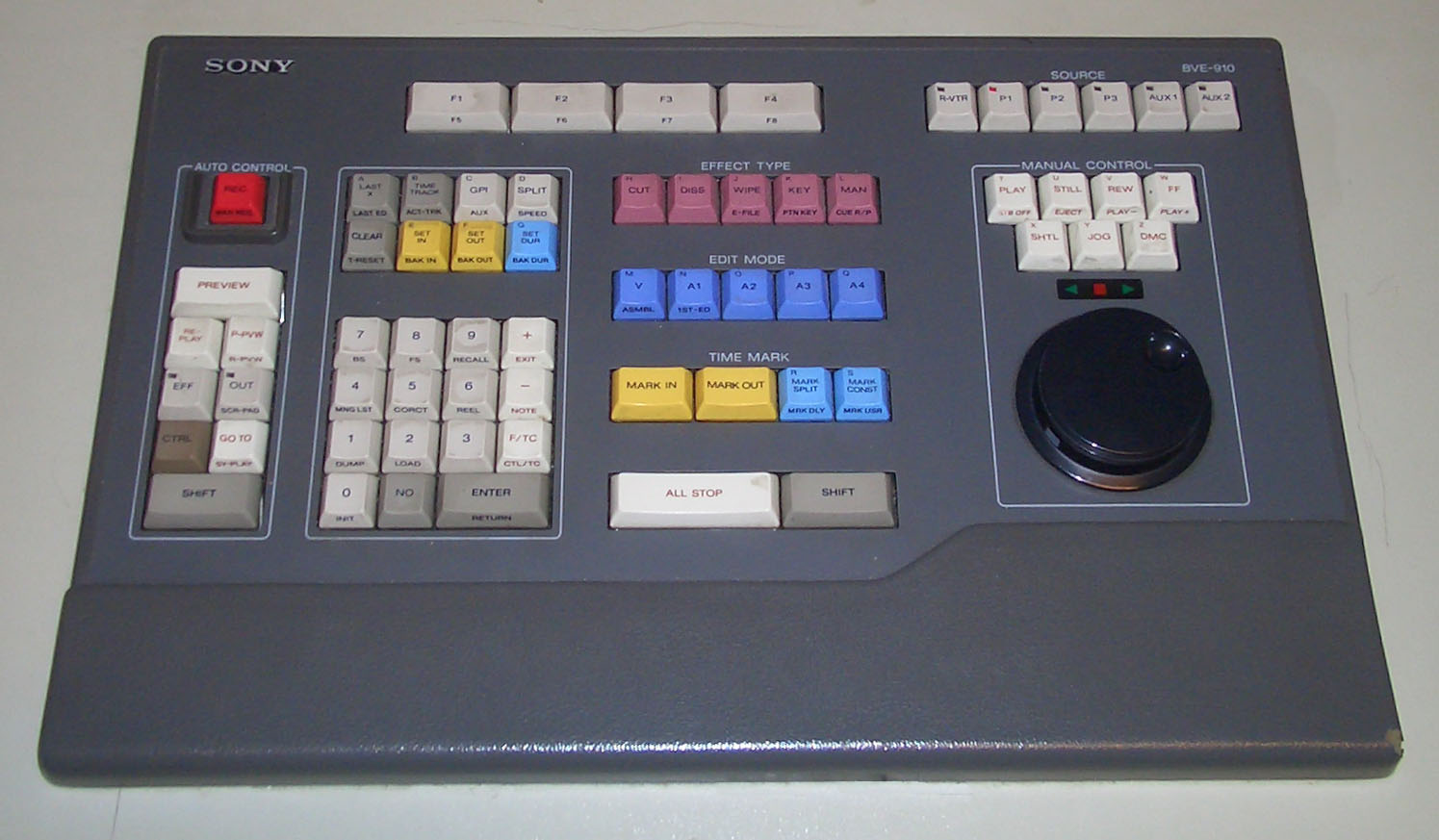
ソニーリニア編集システム「BVE-910」のキーボード

ヘリカルスキャン方式VTRが主流になると、物理的にテープをカットすることはもはや不可能になった。この頃、2台のVTRを使い、1台のVTRを素材出しにして、もう片方のVTRを、任意の部分をコピーするための受け手（編集マスター）にして編集作業を行なうシステムが成立した。多くのVTRは、2台目のVTRをリモート制御することができるので、外部に編集制御装置を設置する必要がない。このシステムにより、ビデオテープによる映像編集作業の大半は簡便になった。
このようなビデオテープの電子編集が本格化したのは1970年代後半で、コンピュータ制御による一体型編集機が開発され、上記「EDL」データをもとに、複数のVTRや周辺機器をタイムコードで同期させながら編集を行うことができるようになった。最も人気があって広く使われた編集機は、ソニー、アンペックス、そして老舗企業のCMXシステムズから発売された。このシステムは特にVTR、スイッチャー、キャラクタージェネレーターといった周辺機材に比べて高価であり、利用は（放送局やテレビ番組制作会社のような）ハイエンドなポストプロダクション施設に限られた。
「テープからテープへ」の物理コピーにより、すべてのショットを最終的な編集意図順に即座に並べる必要のあるこの編集システムは、「リニア」（linear=連続性・直線性）を持っている。たとえば、一旦ショットをテープに記録してしまったら、それより前の部分に何かをインサートしたい場合、すでにそこにあるものを上書きすることなしにはそれを行なうことができず、さらにインサート以降の部分をつなぎ直す必要がある。システムのやりくり次第で、別のテープの上へそれまでの編集済みの内容をコピーし、インサートを経た新しい映像素材を完成させることも可能ではあるが、アナログ記録の性質上、コピーを繰り返して世代を経ると画像劣化をもたらすので、好ましいやり方とはいえなかった。

### 21世紀
やがて、コンピュータを使ったノンリニア編集が、コマーシャルメッセージ、映画、企業向けあるいは一般消費者向けのビデオ製作に広く使われるようになった。一方で、ニュース番組の素材編集、あるいは中小規模の映像制作事業者など、現場によっては従来のリニア機材がごく普通に使われており、ノンリニアの新規機材による機材更新が行われていないところもある。
ノンリニアの作業時間より従来のリニア編集が手っ取り早い場合があるためで、中にはリニア編集機材にノンリニア機材を接続し、リニアとノンリニアのハイブリッド化を目指す事業者も現われている。